# ハインリヒ・ナウエン
ハインリヒ・ナウエン（Heinrich Nauen、1880年6月1日 - 1940年11月26日）はドイツの画家である。ドイツ西部のラインラントで活動した表現主義の画家たち「ラインラント表現主義（Rheinischer Expressionismus）」を代表する画家である。油絵や水彩画、版画や壁画や工芸品も制作した。

## 略歴
ドイツ西部、ノルトライン＝ヴェストファーレン州のクレーフェルトのパン屋の息子に生まれた。幼い頃から画家を目指した。1898年にデュッセルドルフ美術アカデミーに入学し、しばらくミュンヘンの私立学校で学んだ後、1900年から1902年の間はシュトゥットガルトの美術学校で学んだ。
その後、彫刻家、画家のジョルジュ・ミンヌを中心にして、ベルギーのシント＝マルテンス＝ラーテムで活動する芸術家グループ、「ラーテム派」(Latemse Scholen)に加わった。1905年の4月に画家のマリー・フォン・マラコフスキー(Marie von Malachowski: 1880-1943)と結婚し、夫妻はパリに旅した。パリに数か月滞在し、印象主義の作品やフォーヴィスムの隆盛に触れた。
1906年はじめにベルリンに移り、「ベルリン分離派」のメンバーになり、ドイツ画家協会（Deutscher Künstlerbund）の役員にもなった。エミール・ノルデと親しくなり、マックス・ベックマンらと「ベルリン分離派」を脱退して「新分離派(Neue Secession)」の創設を論議した。ベルリンでのナウエンの評価は必ずしも高くならなかった。故郷のラインラントに滞在して絵を描くようになり、デュッセルドルフに近いケンペン(Kempen)にスタジオを開いた。
クレーフェルト出身の画家、ヘルムート・マッケやクレーフェルトの工芸学校で学んだヴィルヘルム・ヴィーガー(Wilhelm Wieger)と親しくなった。ラインラントで描いた作品をパリの展覧会に出展し、アンリ・マティスから評価された。
第一次世界大戦が始まると兵士として召集され、毒ガスで負傷退役した後、戦争画家としても働いた。
1921年にデュッセルドルフ美術アカデミーの教授職に就き、ハインリッヒ・カンペンドンクやパウル・クレー、オットー・ディクスといった画家たちと教えた。 ナウエンの教えた学生にはHermann HundtやJulo Levin、Franz Monjau、Jean Paul Schmitz、Hannes Schultze-Froitzheim、Ernst Walskenらがいる。ナチスが政権を奪うと、ナウエンは教職から追放され、引退することになった。1937年に、ナウエンの作品は「退廃芸術」に指定され、美術館などから没収され、没収された作品のいくつかは破壊され、また特定の画商を通じて売り払われた。1938年にクレーフェルト近くのカルカーに移り、癌でなくなった。

## 作品

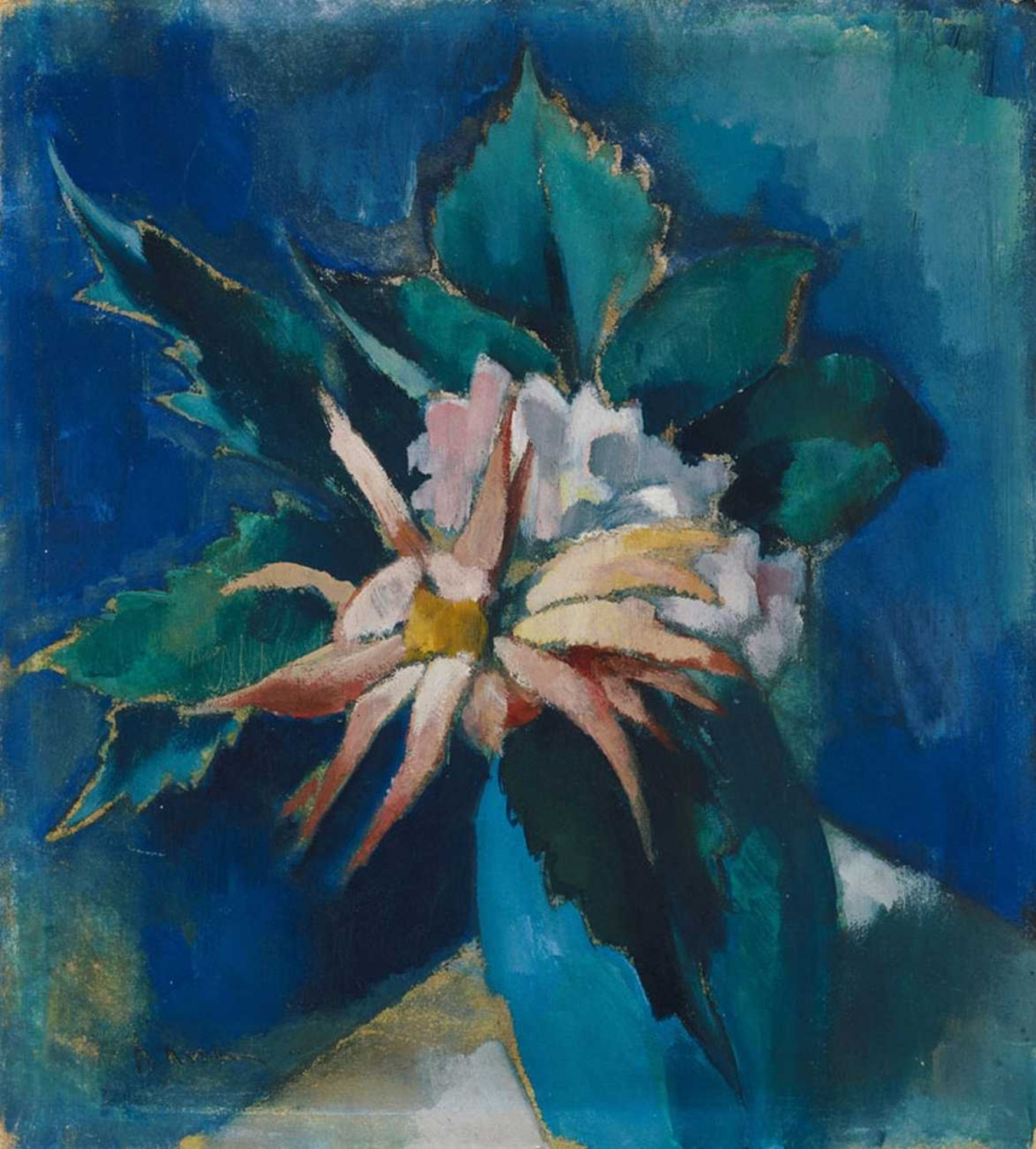
青い花瓶の花
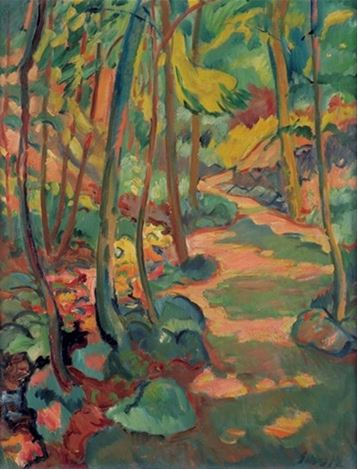
森
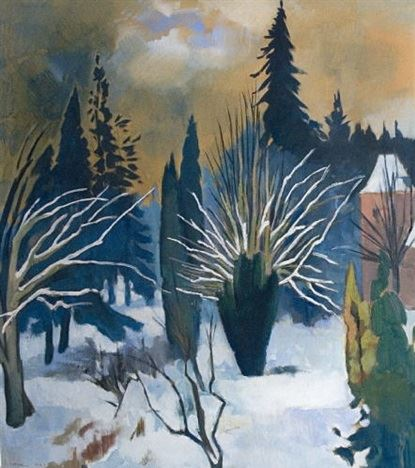
Park in Dillborn
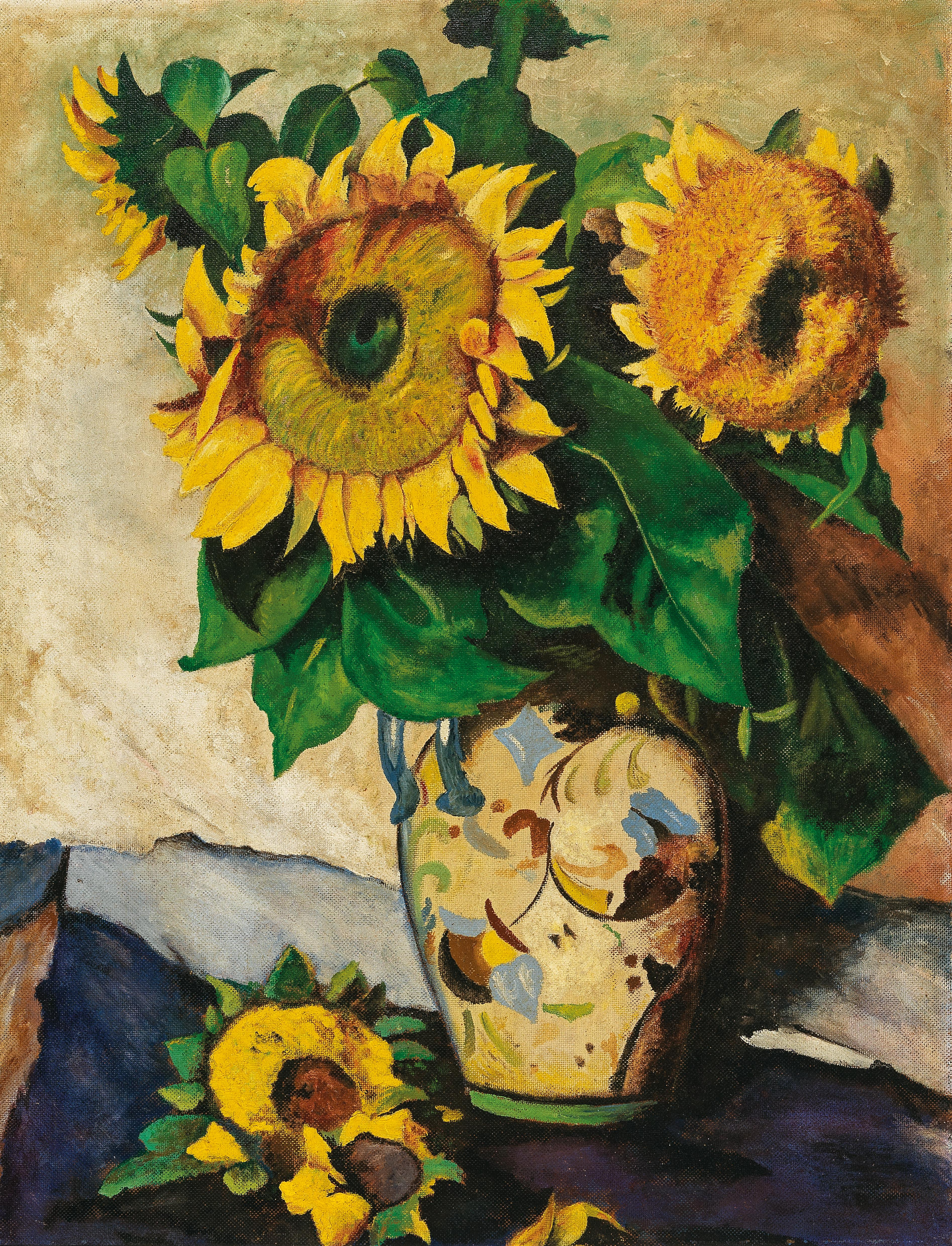
ひまわり

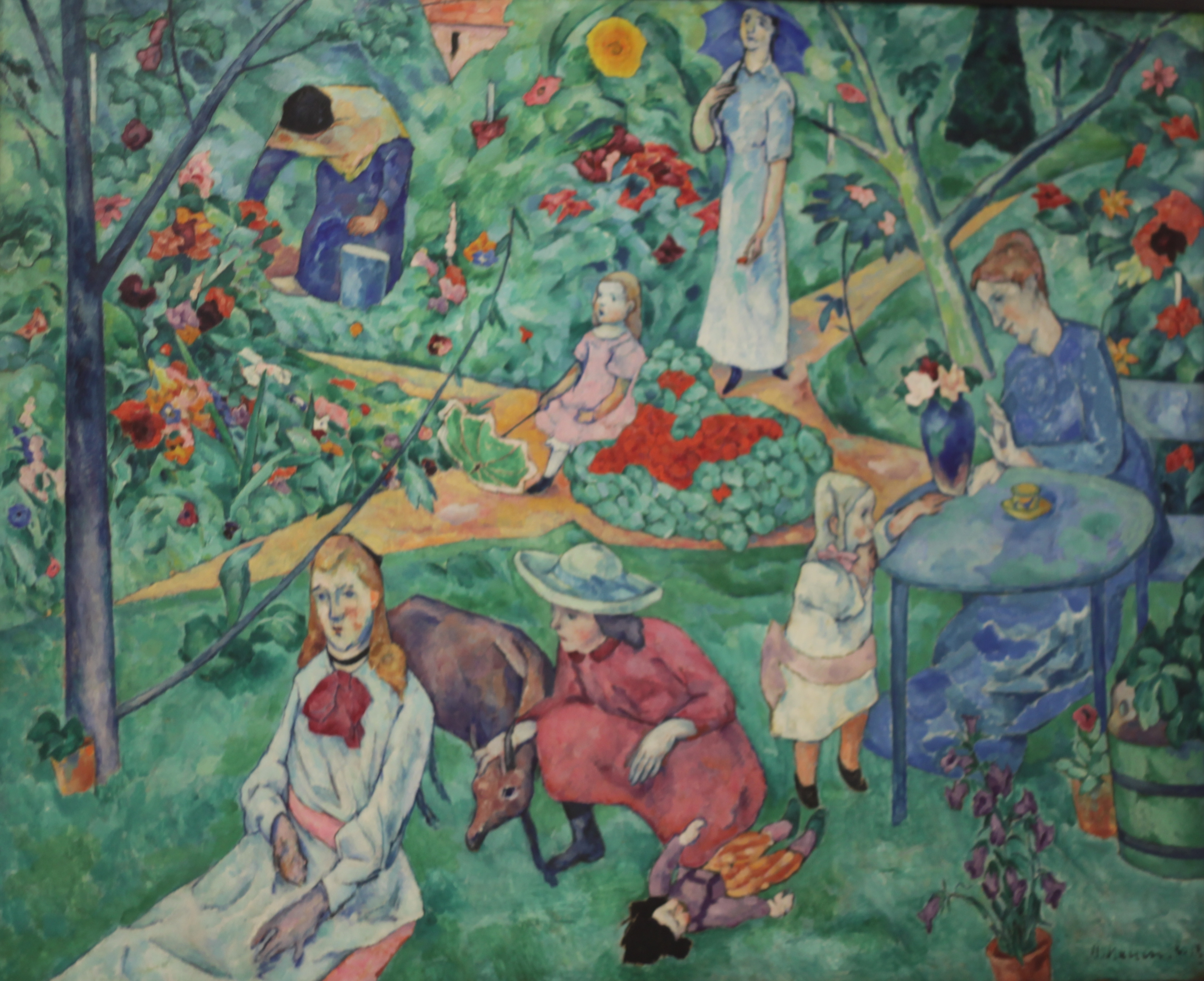
庭園
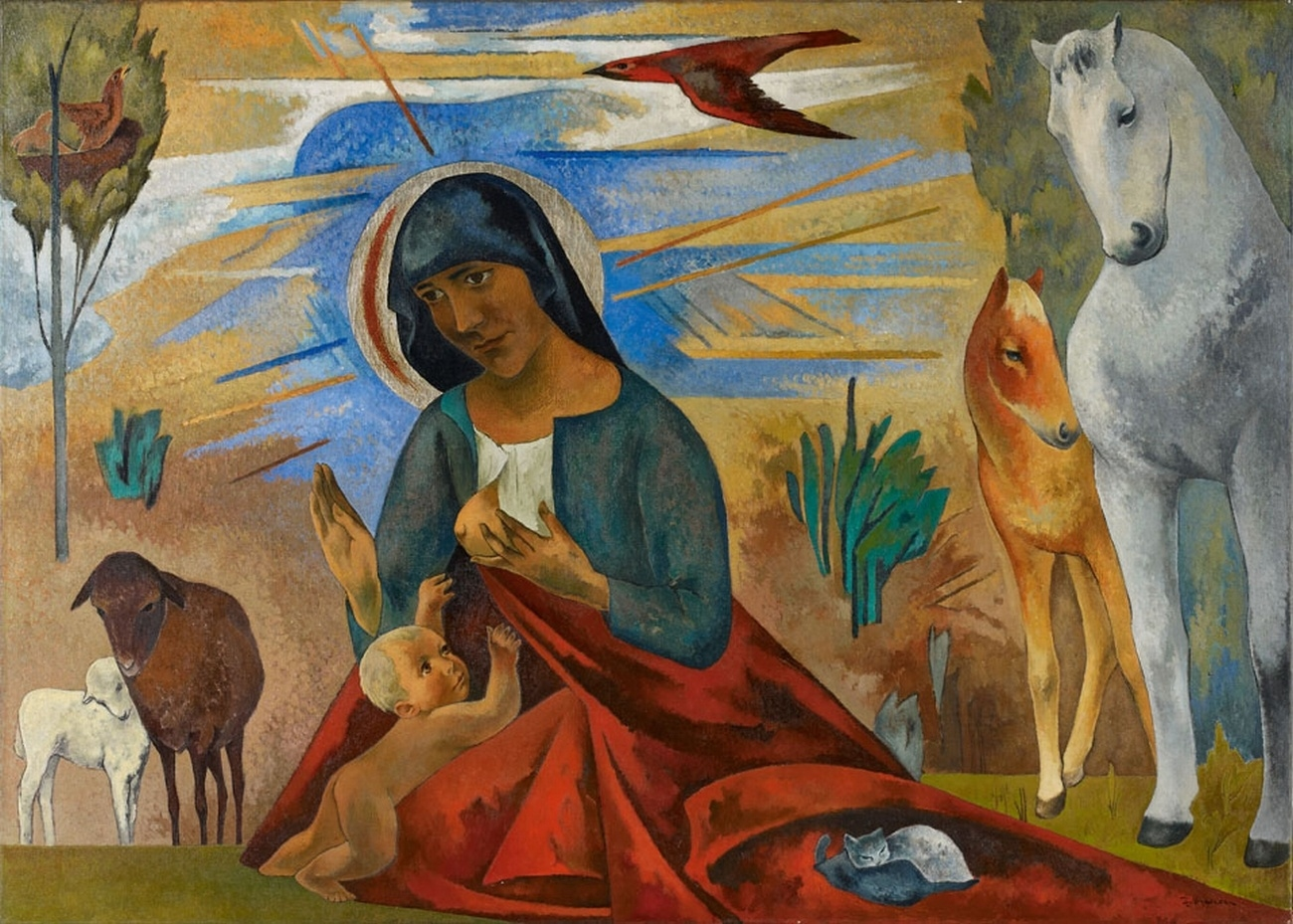
動物と聖母
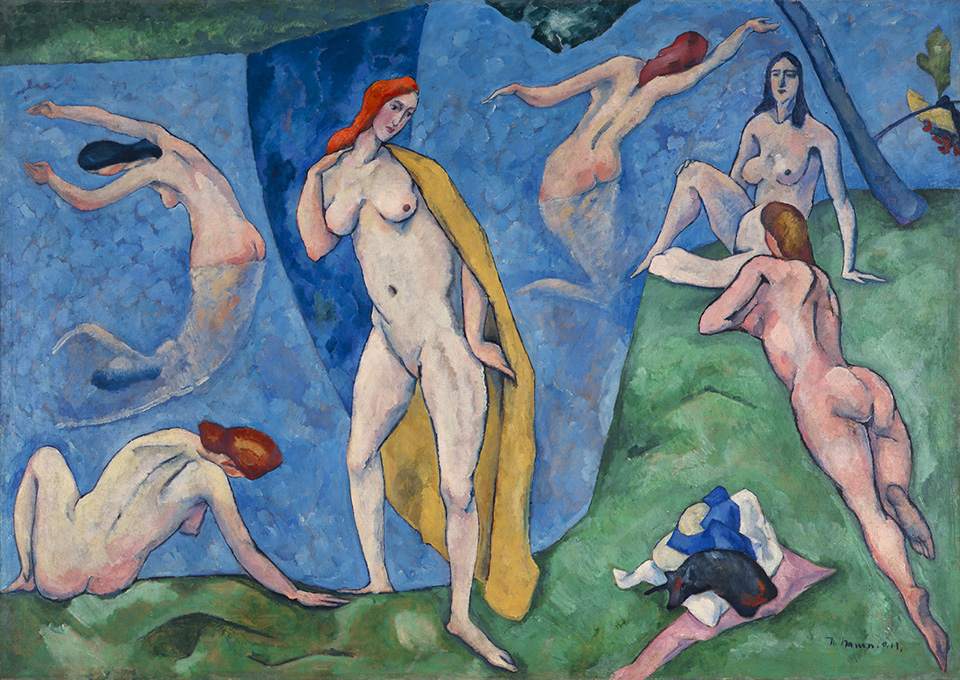
水浴びする女たち